# Жисе су Флавињи
Жисе су Флавињи (фр. Gissey-sous-Flavigny) насеље је и општина у источном делу централне Француске у региону Бургоња, у департману Златна обала која припада префектури Монбар.
По подацима из 2011. године у општини је живело 97 становника, а густина насељености је износила 9,43 становника/km². Општина се простире на површини од 10,29 km². Налази се на средњој надморској висини од 281 метар (максималној 458 m, а минималној 264 m).

## Демографија
| 1962. | 1968. | 1975. | 1982. | 1990. | 1999. | 2011. |
| ----- | ----- | ----- | ----- | ----- | ----- | ----- |
| 115   | 136   | 122   | 102   | 93    | 100   | 97    |

График промене броја становника у току последњих година